# Labeo rohita
Labeo rohita és una espècie de peix cipriniforme de la família dels ciprínids.

## Morfologia
Els mascles poden assolir els 200 cm de longitud total.

## Distribució geogràfica
Es troba al Pakistan, l'Índia, Bangladesh, Myanmar i Nepal.